# Нацистки експерименти с хора
Нацистки експерименти с човешки същества - серия от медицински експерименти, проведени върху голям брой затворници на територията на нацистките концентрационни лагери по време на Втората световна война. Лишените от свобода са били принудени да участват в тези експерименти, а като правило експериментите завършват със смърт, обезобразяване или загуба на дееспособност. В Аушвиц и други лагери, ръководени от д-р Едуард Вирт, избрани затворници са били подложени на различни експерименти, които били предназначени да помогнат на германските военнослужещи в бойни ситуации, разработване на нови оръжия и методи за лечение на германски войници, които са били ранени. Тези експерименти били извършени и с цел насърчаване на нацистката расова теория, препоръчвана от Третия райх.
След края на войната експериментите са една от темите на Нюрнбергския процес (Докторски процес) и довеждат до стимулиране на работата върху Кодекса от Нюрнберг за медицинска етика.
Според обвинителните актове на Нюрнбергския процес тези експерименти включват:

## Опити с близнака
Опитите с близнаците деца в концентрационни лагери започнали с цел да се намерят прилики и разлики в генетиката на близнаците. Основната фигура в тези експерименти е Йозеф Менгеле, който прави експерименти с повече от 1500 двойки близнаци, от които оцелели само около 200. Менгеле провежда своите експерименти върху близнаци в Аушвиц. Те са класифицирани по възраст и пол, и се поставят в специални казарми. Експериментите включват инжектиране на различни химикали в очите на близнаци, за да се провери дали е възможно да се промени цвета на очите им. Също така били правени опити да се „пришиват“ близнаците, за да се създадат изкуствено сиамски близнаци Експериментите с опити да се промени цвета на очите често приключват с остра болка, инфекция на окото и временна или постоянна слепота.
„Ангелът на Смъртта“ Менгеле използва и метода на заразяване с инфекции на единия от двойката близнаци, последвано от дисекция на двата тестови обекти, за да бъдат сравнени най-засегнатите органи.

## Експерименти върху костите, мускулите, нервите и трансплантация
Тези експерименти са провеждани между септември 1942 и декември 1943 година в концентрационния лагер Равенсбрюк, в полза на германските въоръжени сили, за да бъдат изследвани костите, мускулите и нервната регенерация, както и костната трансплантация. Кости, мускули и нерви са били изваждани оперативно, без използване на анестезия. В резултат на тези операции много от жертвите претърпели интензивна болка, осакатяване и трайни увреждания.

## Експерименти при травма на главата
В средата на 1942 година в Барановице, окупирана Полша, в малка сграда зад частен дом, заета от известен нацистки офицер от СД, е бил проведен експеримент, в който младо момче на единадесет или дванадесет е завързвано за стол, така че да не може да помръдне. Над него е инсталиран механизиран чук, така че на всеки няколко секунди да нанася удар върху главата му. Момчето полудява от мъченията.

## Експерименти върху хомосексуални
Оцелели многобройни лагерни документации за хормоналните експерименти върху хомосексуалните затворници в Бухенвалд, които били проведени с тайно постановление и заповед на доктора от СС Карл Вернет. През 1943 година райсфюрерът на СС Хайнрих Химлер научава за изследването на датския лекар Вернет за „лечение на хомосексуалността“ и го кани да провежда изследвания в Райха, в Бухенвалд. Изследванията започват през юли 1944 година. Запазилата се документация относно тези операции, при което в слабините на хомосексуални лагеристи зашиват капсула с „мъжкия хормон“, който трябва да ги направи хетеросексуални. Някои от затворниците давали доброволно съгласие за тази операция с надеждата да бъдат освободени от лагера, след като бъдат „излекувани“. Лагерниците, на които успешно била извършена операцията по интервениране на „мъжкия хормон“, били изпращани в Равенсбрюк (концентрационен лагер за жени), където много от жените са осъдени за проституция. Лагерното ръководство давало указание „излекуваните“ мъже да се свържат с жени и да ги ангажират в сексуален контакт. Въпреки това не е било напълно елиминирано съмнението на ръководството на лагера.

## Експерименти с хипотермия
През 1941 г. Луфтвафе провежда поредица от експерименти за изследване на хипотермия. В един експеримент човек в продължение на три часа се поставя в резервоар, пълен със студена вода и лед. В друг случай затворници са били държани голи няколко часа при много ниска външна температура. Експериментите са проведени, за да се открият най-различни начини, за да се спасят пострадалите от хипотермия.
Тези експерименти са проведени по поръчка на върховното командване. Експериментите са проведени с цел да се симулират условията, на които трябва да издържи германската армия на Източния фронт. Причината е, че германските войници са били зле подготвени за силни студове.
Експериментите са проведени в Дахау и Аушвиц. Зигмунд Рашер съобщава докъде е стигнал лично на Хайнрих Химлер, а огласява публично резултатите от своите експерименти през 1942 г. в медицинска конференция, която носи името „Здравословни проблеми, причинени от морето и зимата“.
Експериментите били разделени на две части. На първо място, се установи колко време човек може да оцелее в условия на ниска температура, и второ, как най-ефективно да се съживи жертвата, изложена на измръзване.
Най-ефективният начин за бързо понижаване на температурата на човешкото тяло е резервоар с ледена вода. За експеримента се избират здрави млади мъже. Преди експеримента те обикновено са събличани голи и поставяни в устройство, което измерва спада на температурата на човешкото тяло. След това жертвите, облечени в униформи на Луфтвафе, са поставяни в резервоар със студена вода. С цел да се постигне ефективно лечение, тоест най-бързо да бъде затоплен подложен на измръзване човек, са изпробвали две процедури. В първия случай поставяли измръзналия между две голи жени, подбрани измежду затворничките в лагера. Във втория измръзналите потапяли в гореща водна баня. Максималният ефект бил постигнат при втория случай.
Като резултат от експериментите е установено, че е практически невъзможно да се съживят измръзналите, ако главата им е била потопена в морската вода. Ето защо е проектирана спасителна жилетка с малка облегалка близо до тила. Този детайл не позволявала на задните части на черепа да потънат във водата. Така се избягва хипотермията на мозъчните стволови структури и вероятността от спасение на пострадалия се увеличава рязко.
Експериментите за замразяване/хипотермия били проведени за нацисткото главно командване, за да се симулират условията на войските на Източния фронт, тъй като германските сили били зле подготвени за студеното време, на което се натъкнали при неочаквано продължителната война. Много експерименти били проведени върху заловени руски войници; нацистите се чудели дали тяхната генетика ги прави високо устойчиви на студ. Основно опитите са проведени в Дахау и Аушвиц. Д-р Зигмунд Рашер, ръководител на лекарите от СС в Дахау, съобщава директно на райхсфюрера на СС Хайнрих Химлер и публикува резултатите от своите експерименти за замразяване на медицинска конференция от 1942 година, озаглавена „Медицински проблеми, произтичащи от море и студ“. Около 100 души са починали в резултат на тези експерименти.

## Експериментите смалария
От февруари 1942 до април 1945 година в концентрационния лагер Дахау се извършват експерименти, чиято цел е да се разработи ваксина срещу малария. Здрави лагерници на възраст 25 до 40 години са заразени с малария от комар или инжектирани с екстракт от слюнчената жлеза на женски комари. Веднъж заразени, затворниците получават курс на лечение с различни лекарства, за да се установи тяхната ефективност. В тези експерименти са били принудени да участват повече от 1000 души, половината от които са загинали в резултат на тяхното провеждане. Експерименти са проведени хауптщурмфюрерът от СС д-р Курт Плетнер.

## Експериментите сиприт
В различни периоди от септември 1939 до април 1945 година в Заксенхаузен и други лагери са били проведени експерименти, за да се открие най-ефективното лечение за раните при излагане на иприт. Пациентите са били изложени на иприт и други визиканти (напр.люизит), което причинява тежки изгаряния. Раните на жертвите на експериментите се изследват, за да се открие най-ефективното лечение за изгаряния, причинени от иприт.

## Експерименти със сулфаниламид
От юли 1942 до септември 1943 година са били извършени експерименти, за да се проучи ефективността на сулфаниламида който е бил синтетично антимикробно средство. Опитите са проведени в концентрационен лагер Равенсбрюк. На хората се нанасят рани и се предизвиква инфекция със стрептококова бактерия, тетанус, или анаеробна гангрена. Кръвообращението се спирало с помощта на стъклени или дървени стърготини, натъпкани от двете страни на раната. Инфекцията е била третирана със сулфаниламид и други лекарства, за да се определи тяхната ефективност. Експериментите са водени от професор Хебхард.

## Експериментите с морска вода
Експериментите са извършени приблизително от юли до септември 1944 година в концентрационния лагер Дахау, за да изследват различни методи за превръщане на морската вода в питейна. При един от случаите група от около 90 роми са били лишени от храна и са получавали само дажба от морска вода. Като резултат от този експеримент телата им са толкова дехидратирани, че жертвите са били принудени да облизват измития под, с надеждата да получат малко вода. Експериментите са проведени от д-р Ханс Епингер, а лицето, отговорно за извършване на експериментите е професор Вилхелм Байбльок.

## Експерименти върхустерилизация
Експериментите са проведени от март 1941 г. до януари 1945 година в Аушвиц, Равенсбрюк и на други места, под ръководството на д-р Карл Глоуберг. Целта на експеримента е да се установи ефективен метод на стерилизация, който ще бъде подходящ за стерилизиране на милиони хора с минимално време и усилия. Експериментите се провеждат при използване на рентген, хирургия, и различни медикаменти. При експериментите са стерилизирани хиляди хора. В допълнение нацисткото правителството извършва стерилизация на около 400 000 души в хода на програма за задължителна стерилизация. По време на експериментите се използват интравенозни инжекции на сребърен нитрат или йод. С тези инжекции успешно се постига стерилизация, но те са имали много странични ефекти като вагинално кървене, силни коремни болки и рак на маточната шийка. Затова е прието, че за предпочитане е излагането на радиация. Установено е, че определена доза рентгенови лъчи може да лиши човешкия организъм от възможността да произвежда годни сперматозоиди и яйцеклетки. Стерилизацията се извършва чрез измама. Затворниците са отвеждани в стаята за експеримента и помолени да попълнят въпросник, за запълването на който щели да отнемат 2-3 минути. По това време са облъчвани, което причинява на затворниците пълно безплодие, без те да подозират за експеримента. В резултат на облъчването много затворници получават сериозни изгаряния (келоиди) (радиоактивно изгаряне).

## Експерименти с отрови
Проведено от декември 1943 до октомври 1944 години в Бухенвалд, за да се изследва ефектът на различни отрови. Участниците са тровени тайно чрез добавки в храната им. Пострадалите са умирали в резултат на отравяне или са били разстрелвани, за да се изследват труповете им. През септември 1944 година участниците в експеримента са разстреляни с куршуми, съдържащи отрова.

## Експерименти със запалителни бомби
Тези експерименти се провеждат от ноември 1941 до януари 1944 в Бухенвалд, за да се определи ефикасността на различните лекарствени средства за лечение на изгаряния от фосфор. По време на експериментите затворниците са били подложени на фосфорни изгаряния с оборудване, използвано за запалителни бомби.

## Експерименти за ефектите от промени в налягането
В началото на 1942 година със затворници в концентрационните лагери е експериментирано в Дахау. Проведени са под ръководството на Зигмунд Рашер. Целта на тези експерименти е да се проучат възможните здравословни проблеми на пилотите на Луфтвафе, които са били ангажирани в пилотиране на голяма надморска височина. В камерата под налягане, която се използва в тези експерименти, са симулирани условия, които имитират летене на височина до 20 километра. Според някои доклади Рашер извършвал вивисекция на мозъка на жертвите, които оцелели при експеримента. От 200 подопитни 80 са починали по време на експеримента, а останалата част са били убити.